# Меморіал Стіна Пам'яті (Батайськ)
Меморіал Стіна Пам'яті — меморіал у місті Батайськ Ростовської області.

## Історія
Меморіал Стіна Пам'яті відкритий в місті Батайську Ростовської області 9 травня 2006 року. Меморіал розташований в парку імені Леніна. Створений у пам'ять про городян, загиблих в різні роки при виконанні «воїнського й інтернаціонального обов'язку».
У 50-х роках ХХ століття в місті недалеко від кінотеатру перебувала братська могила воїнів, які звільняли Батайськ в роки Великої Вітчизняної війни. Там були поховані 996 воїнів, загиблих у цій війні. У 1958 році поруч з могилою було встановлено пам'ятник, який не зберігся до наших днів. Пам'ятник являв собою фігури двох воїнів, які стоять у весь зріст. Один з воїнів тримав у правій руці автомат, його ліва рука лежала на плечі другого, знаходився в уклінному положенні. Цей гіпсовий пам'ятник був заввишки близько двох метрів.
У 1967 році поруч з могилою було встановлено пам'ятник, присвячений героям Громадянської війни 1918—1925 років. На металевих табличках пам'ятника були увічнені імена загиблих червоноармійців. Пам'ятник являв собою фігуру червоноармійця з похиленою головою та гвинтівкою у руці. Висота пам'ятника становила близько 3,5 метрів.
У 1970-х у Батайську перепоховали останки воїнів з кількох могил, розташованих у межах міста, в братську могилу в міському парку. Тут, під двома мармуровими плитами покояться тіла 1 044 воїнів. У 1975 році тут було створено меморіал Стіна Пам'яті. На бетонній напівкруглій стіні меморіалу встановлені таблички з іменами загиблих у різні роки за звільнення міста воїнів.
З 1975 року на меморіалі стояла почесна варта школярів батайских шкіл. Забута в роки перебудови, традиція почесної варти відродилася в 2005 році. 9 травня 1975 року на меморіалі був запалений вічний вогонь у вигляді заглибленої в землю прямокутної плити.
У 2005 році на меморіалі була створена алея Слави, по боках якої були встановлені бюсти Героїв Радянського Союзу Лупирьова І. П., Котова А. А., Богданенко В. А., Іноземцева Г. А., Леонова Н. І., Половинко П. А., Героїв Росії Першикова В. А. і Гречаника В. П., повного кавалера ордена Слави Кальченко Н. К. Перед стіною пам'яті встановлена скульптурна композиція. На ній представлена скульптура сидячого на плиті ветерана війни з паличкою, поруч з ним знаходиться скульптура стоячого хлопчика, який тримає в руці кашкет ветерана.
Автором меморіалу Стіна Пам'яті є скульптор, заслужений художник РФ (2004) Анатолій Андрійович Скнарин. Нині меморіал включає в себе Братську могилу з Вічним вогнем, Алею Слави, Стіну Пам'яті. Біля меморіалу в свята проходять мітинги городян.